# 眞崎知生
眞崎 知生（まさき ともお、1934年10月26日 - 2020年7月7日）は、日本の薬理学者。医学博士。筑波大学名誉教授。京都大学名誉教授。文化功労者。専門は薬理学。
門下に柳沢正史（筑波大学教授・国際統合睡眠医科学研究機構機構長）、櫻井武（筑波大学教授）など。
東京都出身。1988年、血管収縮作用を持つエンドセリンを発見し、高血圧症の新たな研究分野を開いた。94年日本学士院賞、2005年文化功労者。

## 経歴
- 1954年　東京都立日比谷高等学校卒業
- 1962年　東京大学医学部医学科卒業
- 1970年6月　東京大学から医学博士の学位を授与される
学位論文「ニワトリのα-アクチニンの若干の性質」
- 1975年　筑波大学基礎医学系教授
- 1991年　京都大学医学部教授
- 1997年4月　国立循環器病センター研究所長
- 2000年3月　定年退職
- 2003年4月　大阪成蹊大学学長
- 2020年7月7日　肺炎のため、死去[1]。85歳没。死没日をもって、正四位に叙される[2]。

## 学会および社会における活動
- 2003年7月　日本学術会議会員
- 日本薬理学会理事長（1996年-1998年）
- 日本高血圧学会功労会員
- 財団法人医科学応用研究財団理事、選考委員長
- 財団法人ノバルティス科学振興財団理事

## 論文
- 国立情報学研究所収録論文 国立情報学研究所

## 受賞等
- 日本医師会医学賞（1989年度）
「平滑筋収縮の分子薬理学的研究―その構造蛋白質の機能ドメインの研究とエンドセリンの構造と機能の研究―」
- 美原賞（1990年）
「エンドゼリンの脳血管収縮作用機構と発現に関する基礎的研究」
- つくば賞（1990年）
- 武田医学賞（1990年度）
「平滑筋の構造と収縮機能に関する研究」[3]
- 朝日賞（1991年度）
「エンドセリンの発見」[4]
- 日本学士院賞（1994年）
「エンドセリンの同定とその生理活性」
- 高峰譲吉賞（1999年度）
「内皮の新しい機能解明」
- 文化功労者（2005年）
「エンドセリン（内皮由来血管収縮因子）の同定とその生理活性」[5]
- 江橋節郎賞（2007年）
「エンドセリンと内皮障害」[6]
- 瑞宝重光章（2009年）[7]